# 폰사코
폰사코(Ponsacco)는 이탈리아 토스카나주의 피사도에 위치한 코무네 (지방자치단체)이다. 피렌체에서 서남쪽 약 50 킬로미터 (31 mi) 피사에서 동쪽 약 20 킬로미터 (12 mi) 거리에 있다.

## 지리
폰사코는 카물리아노, 레멜로리에, 발디카바 등 '프라치오네' (하위 행정 구역, 마을 등)가 존재한다.
폰사코는 카판놀리, 카시아나테르메라리, 폰테데라 등과 경계를 맞대고 있다.

## 자매 도시
- 프랑스 브리네
- 부르키나파소 나노로
- 독일 트로이히틀링엔
- 서사하라 아구니트